# Chantier participatif
Un chantier participatif, également dénommé chantier solidaire, chantier collaboratif, chantier partagé, etc., est un évènement durant lequel des particuliers se retrouvent entre eux pour travailler ensemble, bénévolement.

## Généralités

### Organisation
Un chantier participatif est en général d'une activité organisée :
- dans un cadre privé, sans but lucratif ;
- dans le domaine de l'habitat, qui concerne le gros œuvre, le second œuvre, les finitions et parfois les aménagements extérieurs ;
- dans le but de construire, de rénover, d'embellir, etc. ;
- qui implique un organisateur, des participants et parfois un accompagnateur professionnel[1].

### Modalités d'accueil
Les conditions d'accueil des bénévoles varie en fonction des chantiers : certains chantier demandent une participation financière en échange d'une formation à certaines techniques de construction par des professionnels, d'autres sont entièrement gratuits. Certains organisateurs offrent le gîte et le couvert en échange d'un nombre d'heures de travail ; une durée minimale de présence sur le chantier peut être demandée. De nombreux chantiers participatifs fonctionnent selon la logique du don et contre-don. Avant d'être aidé, le bénéficiaire a ainsi souvent participé à plusieurs chantiers. Pour assurer le suivi, un système d'échange local (SEL) est parfois mis en place, afin d'échanger biens (sable, terre, repas, etc.) ou services (heure de main d'œuvre, prêt de matériel, etc.) sans avoir recours à de l'argent.
Certains professionnels de la construction sont spécialisés dans l'accompagnement à l'autoconstruction, et aident des personnes à construire elles-mêmes leur logement en réalisant les parties les plus complexes du chantier. Ils peuvent également superviser ou organiser un chantier-école pour former des bénévoles.

## Historique
Le mouvement des chantiers participatifs trouve ses origines dans les pratiques d'entraide, courantes dans les sociétés traditionnelles de par le monde. Cette pratique ancestrale est appelée « Twiza » en Berbère, de « Tłoka » en Slave ou encore du « Combit » en Haïti. En France, ce type d'entraide s'est formalisé dès les années 1920 avec les cottages sociaux puis dans l'après guerre avec le mouvement des Castors. Plus récemment, cette pratique a été réintroduite par l'association Les Compagnons Bâtisseurs (de) dans le domaine de l'action sociale ou encore dans celui de l'éco-construction avec les associations telles que Botmobil ou le réseau de l'habitat écologique Twiza.

## L'auto-réhabilitation accompagnée
« L'auto-réhabilitation accompagnée est une démarche destinée à aider des habitants en difficulté dans la résolution de leurs problèmes de logement, qu’ils soient locataires ou propriétaires. Les territoires d’interventions sont très divers : parcs publics et privés, centres anciens, copropriétés dégradées, logements diffus en milieu rural, etc. ». Selon les conclusions d'une journée (24 juin 2016) consacrée au thème de l'auto-réhabilitation (organisé par l'Association nationale des compagnons bâtisseurs (ANCB, ONG d'éducation populaire) cette pratique est en développement, elle est à ce jour « un dispositif social, réservé aux ménages les plus modestes, qui s'inscrit dans le programme 'Habiter mieux' de l'Agence nationale de l'Habitat (Anah) notamment pour un projet territorial, un quartier, un centre-bourg » selon Hervé Cogné qui note que l'auto-réhabilitation accompagnées est un moyen de lutte contre la précarité énergétique qui commence à être reconnue et aidée par des collectivités territoriales, les Caisses d'allocations familiales, les organismes HLM, l'ADEME, les services de l'Anah, des fondations de groupe de BTP et des entreprises de négoces de matériaux.

## Analyse
Contrairement aux chantiers classiques menés par une entreprise de BTP, les chantiers participatifs ont un rapport au travail différent qui remet en cause les hiérarchies professionnelles traditionnelles. Ils associent de nombreux acteurs : maçons, architectes, bénévoles, famille et amis. Certaines personnes viennent se former, d'autre simplement apporter leur aide. « C'est un autre rapport au travail qui est prôné, privilégiant l'échange et la diffusion de savoir-faire ». Les relations se veulent pédagogiques, voire amicales, entre les différents participants, et les compétences professionnelles sont vues comme « un savoir à élaborer ou à acquérir in situ avec l'équipe en présence ».
Certains chantiers participatifs ont une dimension très politique, remettant en cause le capitalisme et réinterrogeant la notion de travail tout en s'inscrivant dans un engagement écologique fort. Ces chantiers autogérés cherchent à abolir les hiérarchies professionnelles, voire à abolir complètement l'échange marchand et s'inscrivent dans une perspective libertaire. Comme le résume la sociologue Geneviève Pruvost, « changer d'organisation et de conception du travail, c'est changer la société ».